# 京町家

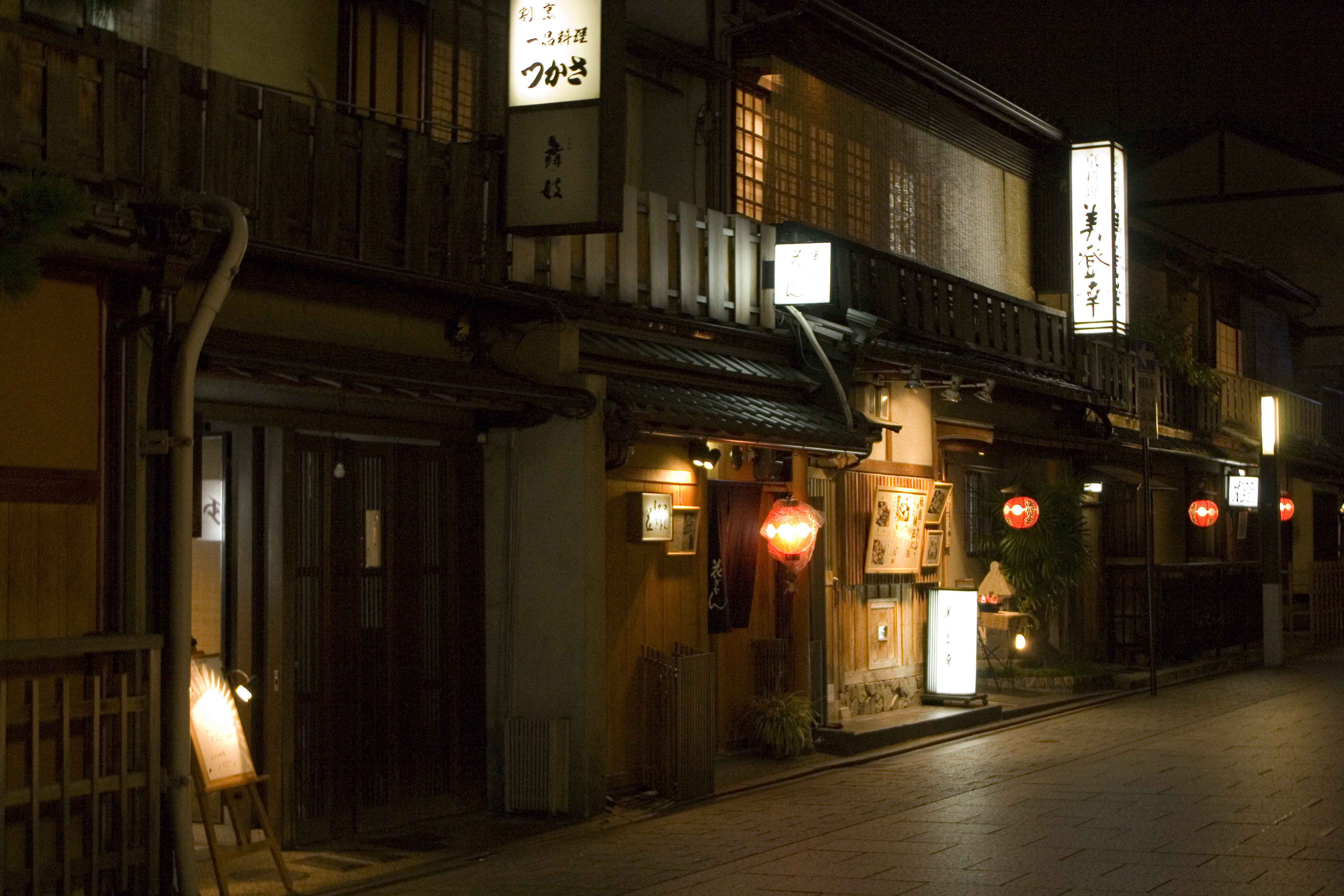
祇園甲部的京町家

京町家（日语：きょうまちや、きょうちょうか）是一種主要位於日本京都的職住一体型的住宅樣式。京町家多為兩層，有時也有三層的京町家。其寬度較窄但長度較長，因此又被稱為「鰻魚的寝床」。根據京都市的定義，「在1950年以前按照傳統的木造軸組構法修建的木造家屋」才可稱為京町家。大多數京町家都在1864年禁門之變的火災之後修建。由於居民的高齡化以及改建為公寓較有經濟效益等原因，京町家的數量在戰後不斷減少。2010年8月，據京都市在全市進行的調查，京都市內共有47735處京町家，其中10.5%無人居住。然而在近年也有重新評估京町家的建築價值，並且修建仿照京町家的現代民宅的風潮。

## 外部連結
- 京都町屋資料館 -京都新聞
- まちづくり研究所 - CreatorsJapan （NPO法人）
- 京町家ネット （页面存档备份，存于） - 京町家情報センター（任意団体）
- 京町家の仲介〜町家倶楽部 ネットワーク - 町家倶楽部ネットワーク（NPO法人）